# Ґвізд (Західнопоморське воєводство)
Ґвізд (пол. Gwizd, нім. Quid) — село в Польщі, у гміні Устроне-Морське Колобжезького повіту Західнопоморського воєводства.
У 1975-1998 роках село належало до Кошалінського воєводства.